# Palazzo del Capitano del Popolo (Reggio nell’Emilia)

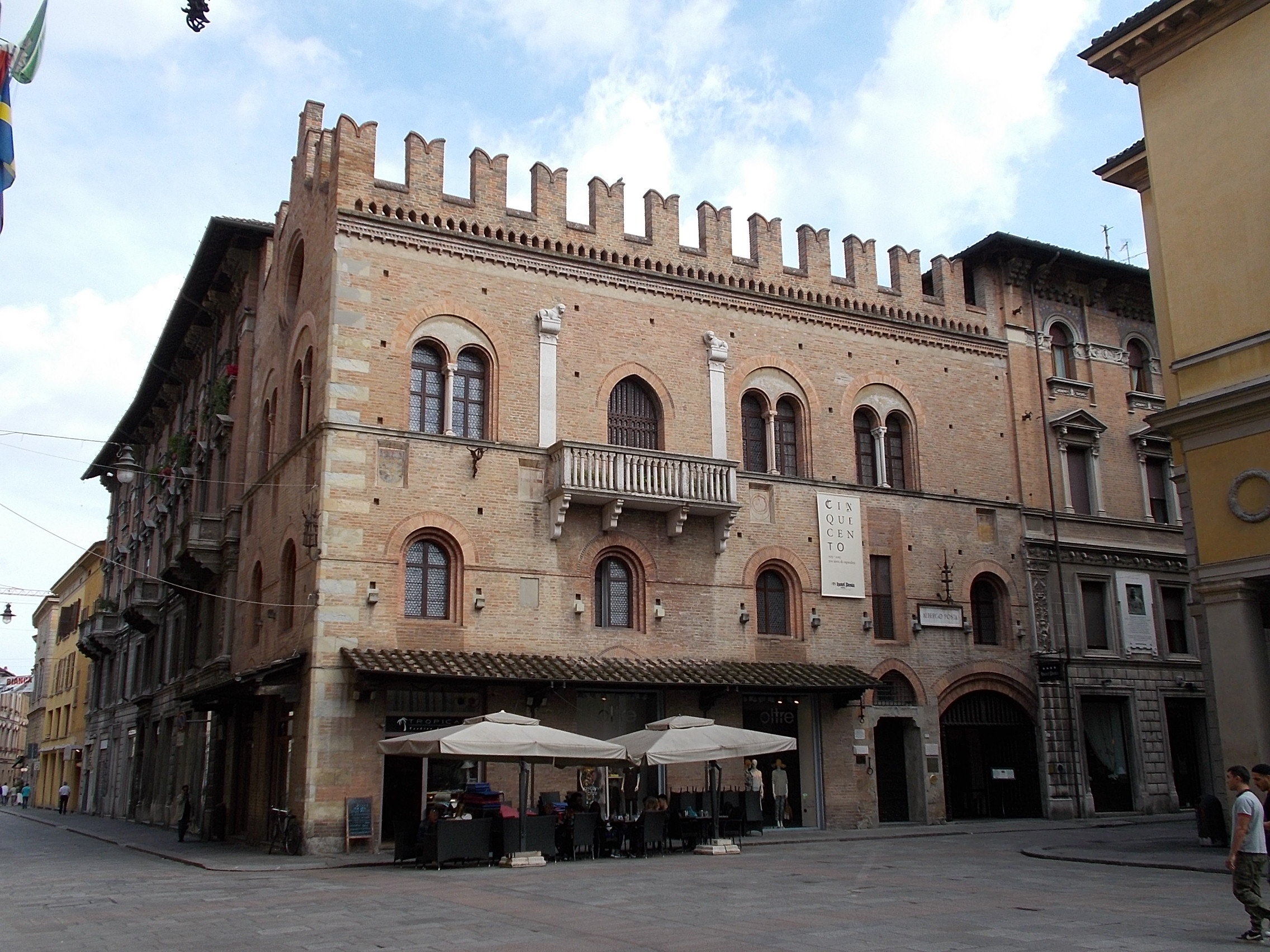
Palazzo del Capitano del Popolo in Reggio nell’Emilia, Fassade zur Piazza del Monte.

Der Palazzo del Capitano del Popolo ist ein gotischer Palast aus der zweiten Hälfte des 13. Jahrhunderts im historischen Zentrum von Reggio nell’Emilia in der italienischen Region Emilia-Romagna. Er liegt an der Piazza del Monte.

## Geschichte
Nach dem Tod der Gräfin Mathilde von Canossa im Jahre 1115 konstituierte sich die freie Gemeinde von Reggio. Ihre Anfänge und ihre erste Entwicklung war von schweren und blutigen Streitigkeiten geprägt, ebenso wie von einer neuen Magistratsperson: dem Capitano del Popolo. Das Gebäude im Zentrum der Stadt, das mit dem Namen des neuen Amtes belegt wurde, war zu dieser Zeit ein Ort der Kultur und der Gastfreundschaft. Die mächtige Partei der Società di San Prospero del popolo e delle Arti di Reggio, die Konsuln, einer für jede Kunst, propagierten die Wahl des Capitano. Er musste Förster sein, mehr als 30 Jahre alt, er durfte keine Kinder, Brüder oder Enkel mit sich bringen und durfte keine Besitzungen in der Gemeinde haben. Sein Amt wurde mit Pfründen von 300 kaiserlichen Lire abgegolten und dauerte maximal sechs Monate. Der Capitano wachte zusammen mit dem Podestaten über die Sicherheit der Stadt, unterhielt diplomatischen Beziehungen mit dem Ausland und verwaltete die Justiz. Zu seinen Aufgaben gehörte es, die (Volks)miliz zu befehligen, und, „gute und weise Männer“ für die Ausarbeitung der Statuti del Popolo (dt.: Volksstatuten) zu ernennen. Er nahm an Treffen und Beratungen teil, aber behandelte die Angelegenheiten, für die er zuständig war, in größter Autonomie.
1280 kaufte die Stadt zwei Häuser in der Nähe des Palastes, in dem der Podestat residierte (heute Palazzo del Monte) und ließ, nachdem sie sie abreißen hatte lassen, die Residenz für den Capitano errichten. Die beiden Gebäude lagen nebeneinander und waren mit zwei Brücken verbunden. So bildeten sie einen einzigen Komplex, der auch für Verteidigungszwecke geeignet war. Das Amt des Capitano wurde 1326 wieder abgeschafft, als die städtischen Freiheiten zu einem definitiven Ende kamen und die Stadt unter die Herrschaft der Gonzagas kam. In dem Palast wurde lange Zeit der herzogliche Landwirt untergebracht und für wenige Jahre, in der ersten Hälfte des 16. Jahrhunderts, auch die örtliche Münze. 1461 wurde der Palast teilweise restauriert, um dort in würdiger Weise die Herzogin Bianca Maria Visconti, die Gattin von Francesco I. Sforza unterzubringen. Von 1461 bis 1473 wurden weitere Restaurierungsarbeiten durchgeführt, als der Palast zur Residenz des Markgrafen Sigismondo I. d'Este, des Leutnants der Stadt, wurde. In den folgenden Jahren wurde das Gebäude nicht mehr genutzt. Unter der Vorhalle zum Platz hin entwickelten sich der Futtermarkt, der Getreidemarkt und der Fischmarkt.
Der Verfall des Palastes beunruhigte die Stadt, die, da ihre finanziellen Mittel sehr gering waren, nicht direkt einschreiten konnte und das Gebäude den Brüdern Balburelli degli Scaruffi über sechs Golddukaten pro Jahr mit der Verpflichtung überließ, die dringendsten Arbeiten ausführen zu lassen. Die Balburellis ließen einige Werkstätten und einen Pferdestall bauen, das ganze Gebäude umbauen und machten aus dem Palast eine „gute und geeignete Taverne“, ein Gasthaus von beachtlichen Dimensionen, das einen eisernen Hut als Zeichen hatte, der damals rot angemalt war. Es hieß Osteria del Cappello Rosso.
Die Verbindung mit dem Palazzo del Monte, der sogenannte Portico delle Biade (dt.: Futtervorhalle) wurde 1915 abgerissen. Im selben Jahr wurde Guido Tirelli mit der Restaurierung der Südfassade (zum Domplatz hin) im Stile der Neurenaissance beauftragt, ebenso mit der von Teilend der Westfassade, die bereits 1829 in klassizistischem Stil von Pietro Marchelli restauriert worden war.
Im Laufe der Jahre wurde der Palast zahlreichen partiellen Eingriffen unterzogen. Verputz- und Malerarbeiten verdeckten innen und außen alle Spuren der einfachen, aber bedeutenden Konstruktion. 1928 entschloss sich der damalige Eigentümer, Eugenio Terracchini, unterstützt von seinem Sohn Paolo, zur kompletten Restaurierung des Gebäudes. Das Projekt, das der Architekt Guido Tirelli präsentierte, sah die Fertigstellung der Nordfassade und der Hälfte der Westfassade im Stile der Neurenaissance vor, einschließlich des Baus eines eklektischen Pharaonenturms, der der höchste des ganzen historischen Stadtzentrums werden sollte. Die mittelalterlichen Zeichen, die bereits zu Beginn der Arbeiten auftauchten, waren von allergrößtem Interesse und versprachen eine beträchtliche Bereicherung, auch für die Stadtgeschichte. Allerdings brach ein Krieg zwischen den Institutionen aus: Die Soprintendenza wollte, vertreten durch ihre Mitglieder Luigi Corsini und Otello Siliprandi, die Arbeiten an dem eklektischen Projekt Guido Tirellis einstellen. Im Gegensatz dazu bestand der Podestat Giuseppe Menada auf der Fortführung der Arbeiten. Die Arbeiten wurden unterbrochen, bis in der lokalen Tageszeitung Il Solco Fascista vom 28. September 1928 ein Artikel des Bildungsministers Giuseppe Belluzzo nicht erschien, der nach Aufforderung durch Benito Mussolini die Fortsetzung der Arbeiten forderte. Ebenfalls im Il Solco Fascista, diesmal vom 15. Juli 1931, wurde die interpretative Restaurierung des Hotels Post in neumittelalterlichem Stil freudig begrüßt – sie verlieh ihm sein heutiges Aussehen. Die Arbeiten wurden 1931 abgeschlossen. Unter Leitung der Soprintendenza dell’Arte Mediovale e Moderna aus Bologna wurde die Innenrestaurierung fortgeführt und 1934 mit der Erhaltung sowohl der Fassaden des Palastes als auch des Hauptsalons und des großen Tagungssaals im zweiten Obergeschoss, dem Herz des alten Baus und auch dem Herz des politischen Lebens der Stadt Reggio nell’Emilia, abgeschlossen.
Genau in diesem Salon wurden Fragmente einer gut ausgearbeiteten Freskendekoration nach orientalischem Geschmack mit Säulen und Kapitellen darüber mit verziertem Fries aus dem 13. Jahrhundert entdeckt. Wertvoll sind zwei Pfauen, die aus einer Tasse trinken, und dem Wappen von Reggio nell’Emilia in der Mitte auf der Rückwand, sowie auf der rechten Wand eine Verkündigung, ebenfalls byzantinisch in der Aufführung. Die letzte Restaurierung wurde mit großem Engagement und Respekt durchgeführt. In einigen Fällen zwang die Unmöglichkeit, eine angemessene Dokumentation zu finden, zu einer „sinngemäßen“ Rekonstruktion einiger Gebäudeteile mit formal glücklichen Ergebnissen, sodass der restaurierte Palast dauerhaft und definitiv in das Gedächtnis der Stadt eingegangen ist.

## Die Innenräume
Auf die Wand neben dem Eingang ist mit einem dunklen Gewand und einem weißen Schleier mit Vergoldung eine Madonna mit Kind gemalt, die vom Anfang des 15. Jahrhunderts stammt. Auf den Wänden des Eingangs bemerkt man Fragmente der Wappen der Capitani del Popolo, teilweise übereinander, da sie jedes Mal, wenn ein neuer Capitano del Popolo gewählt wurde (insgesamt waren es 96), neu gemalt wurden. In dem Saal vor dem Salon findet sich ein wertvolles Fresko aus der Schule der Emilia des 14. Jahrhunderts, auf dem der Heilige Hieronymus abgebildet ist. Auch das Äußere des Palastes ist mit sehr interessanten Wappen der ersten Capitani del Popolo und dem Siegel der Società del Popolo e delle Arti di Reggio verziert, die der Ausgangspunkt seiner Geschichte war. Besonders anmutig und schön ist ein fein dekoriertes Doppelfenster an der Fassade zur Via Emilia hin.